# Liste des municipalités du Zacatecas

Armoiries de l'État de Zacatecas

L'État de Zacatecas est divisé en 58 municipalités. La capitale est Zacatecas.

## Liste des municipalités et des codes INEGI associés
Le code INEGI complet de la municipalité comprend le code de l'État - 32 - suivi du code de la municipalité. Exemple : Zacatecas = 32056. Chaque municipalité comprend plusieurs localités. Ainsi, pour le chef-lieu de la municipalité de Zacatecas, la ville de Zacatecas : 320560001.

État de Zacatecas

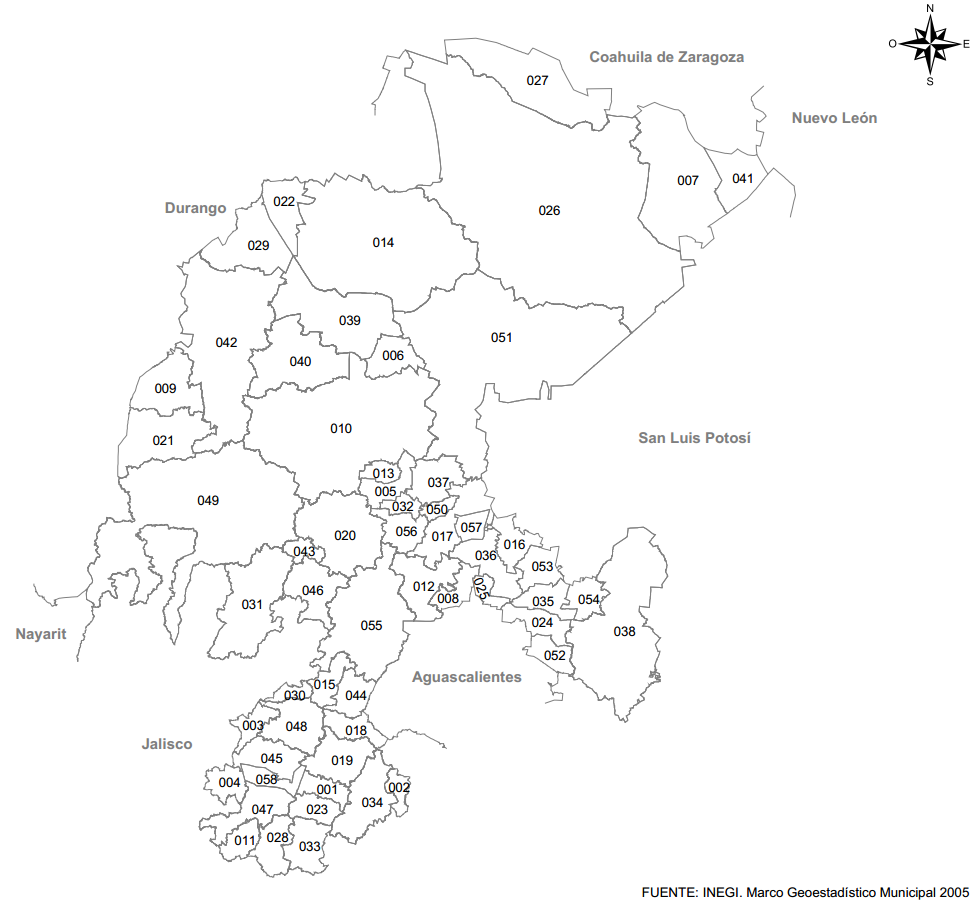
Municipalités du Zacatecas

| Code INEGI | Municipalité                 | Chef-lieu de la municipalité | Date de création | Population (2010) | Superficie (km²) |
| ---------- | ---------------------------- | ---------------------------- | ---------------- | ----------------- | ---------------- |
| 001        | Apozol                       | Apozol                       | 1863             | 6 314             | 292,94           |
| 002        | Apulco                       | Apulco                       | 1918             | 5 005             | 202,72           |
| 003        | Atolinga                     | Atolinga                     | 1824             | 2 692             | 280,98           |
| 004        | Benito Juárez                | Florencia                    | 1962             | 4 372             | 328,26           |
| 005        | Calera                       | Víctor Rosales               | 1868             | 39 917            | 388,53           |
| 006        | Cañitas de Felipe Pescador   | Cañitas de Felipe Pescador   | 1958             | 8 239             | 449,18           |
| 007        | Concepción del Oro           | Concepción del Oro           | 1857             | 12 803            | 2583,98          |
| 008        | Cuauhtémoc                   | San Pedro Piedra Gorda       | 1869             | 11 915            | 323,51           |
| 009        | Chalchihuites                | Chalchihuites                | 1824             | 10 565            | 899,59           |
| 010        | Fresnillo                    | Fresnillo                    | 1824             | 213 139           | 5092,92          |
| 011        | Trinidad García de la Cadena | Trinidad García de la Cadena | 1869             | 3 013             | 307,70           |
| 012        | Genaro Codina                | Genaro Codina                | 1824             | 8 104             | 796,57           |
| 013        | General Enrique Estrada      | General Enrique Estrada      | 1964             | 5 894             | 196,71           |
| 014        | General Francisco R. Murguía | Nieves                       | 1824             | 21 974            | 5024,72          |
| 015        | El Plateado de Joaquín Amaro | El Plateado de Joaquín Amaro | 1862             | 1 609             | 354,83           |
| 016        | General Pánfilo Natera       | General Pánfilo Natera       | 1928             | 22 346            | 463,97           |
| 017        | Guadalupe                    | Guadalupe                    | 1845             | 159 991           | 773,31           |
| 018        | Huanusco                     | Huanusco                     | 1869             | 4 306             | 372,14           |
| 019        | Jalpa                        | Jalpa                        | 1824             | 23 557            | 717,64           |
| 020        | Jerez                        | Jerez de García Salinas      | 1824             | 57 610            | 1541,75          |
| 021        | Jiménez del Teul             | Jiménez del Teul             | 1857             | 4 584             | 1199,58          |
| 022        | Juan Aldama                  | Juan Aldama                  | 1824             | 20 543            | 625,61           |
| 023        | Juchipila                    | Juchipila                    | 1824             | 12 284            | 338,54           |
| 024        | Loreto                       | Loreto                       | 1931             | 48 365            | 429,37           |
| 025        | Luis Moya                    | Luis Moya                    | 1857             | 12 234            | 177,48           |
| 026        | Mazapil                      | Mazapil                      | 1824             | 17 813            | 12 138,60        |
| 027        | Melchor Ocampo               | Melchor Ocampo               | 1872             | 2 662             | 1979,12          |
| 028        | Mezquital del Oro            | Mezquital del Oro            | 1824             | 2 584             | 486,89           |
| 029        | Miguel Auza                  | Miguel Auza                  | 1824             | 22 296            | 1105,48          |
| 030        | Momax                        | Momax                        | 1857             | 2 529             | 161,45           |
| 031        | Monte Escobedo               | Monte Escobedo               | 1830             | 8 929             | 1610,86          |
| 032        | Morelos                      | Morelos                      | 1869             | 11 493            | 181,24           |
| 033        | Moyahua de Estrada           | Moyahua de Estrada           | 1824             | 4 563             | 540,72           |
| 034        | Nochistlán de Mejía          | Nochistlán de Mejía          | 1824             | 27 932            | 877,05           |
| 035        | Noria de Ángeles             | Noria de Ángeles             | 1824             | 15 607            | 408,33           |
| 036        | Ojocaliente                  | Ojocaliente                  | 1824             | 40 740            | 643,52           |
| 037        | Pánuco                       | Pánuco                       | 1824             | 16 875            | 588,28           |
| 038        | Pinos                        | Pinos                        | 1824             | 69 844            | 3167,73          |
| 039        | Río Grande                   | Río Grande                   | 1861             | 62 693            | 1839,28          |
| 040        | Saín Alto                    | Saín Alto                    | 1824             | 21 533            | 1411,92          |
| 041        | El Salvador                  | El Salvador                  | 1920             | 2 710             | 653,80           |
| 042        | Sombrerete                   | Sombrerete                   | 1824             | 61 188            | 3607,58          |
| 043        | Susticacán                   | Susticacán                   | 1827             | 1 360             | 200,84           |
| 044        | Tabasco                      | Tabasco                      | 1824             | 15 656            | 406,63           |
| 045        | Tepechitlán                  | Tepechitlán                  | 1857             | 8 215             | 544,71           |
| 046        | Tepetongo                    | Tepetongo                    | 1824             | 7 090             | 724,01           |
| 047        | Teul de González Ortega      | Teul de González Ortega      | 1833             | 5 506             | 676,38           |
| 048        | Tlaltenango de Sánchez Román | Tlaltenango de Sánchez Román | 1824             | 25 493            | 746,45           |
| 049        | Valparaíso                   | Valparaíso                   | 1829             | 33 323            | 5714,16          |
| 050        | Vetagrande                   | Vetagrande                   | 1825             | 9 353             | 161,42           |
| 051        | Villa de Cos                 | Villa de Cos                 | 1824             | 34 328            | 6554,04          |
| 052        | Villa García                 | Villa García                 | 1861             | 18 269            | 341,81           |
| 053        | Villa González Ortega        | Villa González Ortega        | 1869             | 12 893            | 416,35           |
| 054        | Villa Hidalgo                | Villa Hidalgo                | 1880             | 18 490            | 365,76           |
| 055        | Villanueva                   | Villanueva                   | 1824             | 29 395            | 2179,50          |
| 056        | Zacatecas                    | Zacatecas                    | 1824             | 138 176           | 442,17           |
| 057        | Trancoso                     | Trancoso                     | 2000             | 16 934            | 220,95           |
| 058        | Santa María de la Paz        | Santa María de la Paz        | 2005             | 2 821             | 279,77           |